# 吳彥芳
吴彦芳（？—？），榜名吴彦方，字延祖，浙江杭州府钱塘县民籍，南直隶徽州府歙縣石桥人。明朝政治人物。

## 生平
万历三十四年（1606年）丙午科浙江乡试举人，天啓五年（1625年）乙丑科進士，初令莆田，设靖寇方略，先事伐谋，海氛旋扫，以廉卓报政，擢四川道御史，九阅月疏十一上，所论皆关切民生军国利病。大凌被围，疏论孙承宗，又驳逆案吕纯如辨冤之谬。登州用兵，请撒监岛中官，及刑科给事吴执御疏劾周延儒而论荐刘宗周、文震孟、黄道周、倪元璐、惠世扬诸贤，彦芳因言执御所举真君子，言侍郎李谨等皆忠良当用，通政使章光岳当斥。帝怒其朋比行私，削籍，下法司讯，释系归。后以闽抚题覆论靖寇功，诏赐白金，自是杜门不出。